# Ousha bint Khalifa
Pour les articles homonymes, voir Khalifa.
Ousha bint Khalifa Al Suwaidi (en arabe : عوشه بنت خليفة السويدي) également connue sous le nom de Fatat Al-Arab (Fille des Arabes) ou Ousha Al Sha'er (Ousha le Poète), née le 1er janvier 1920 à Al-Aïn dans l'émirat d'Abou Dhabi un des Émirats arabes unis, morte le 27 juillet 2018, est une poétesse émiratie.

## Biographie

### Jeunesse et éducation
Ousha bint Khalifa est née le 1er janvier 1920 à Al-Aïn, une oasis de l'est de l'émirat d'Abou Dhabi, dans les Émirats arabes unis. Elle y passe son enfance, et déménage plus tard dans l'émirat de Dubaï.
Élevée au sein d'une famille passionnée de littérature, elle baigne très jeune dans le milieu littéraire et acquiert à quinze ans une reconnaissance nationale pour ses récitals de poésie.

### Travaux littéraires
Ousha bint Khalifa écrit sa poésie dans le style Nabati répandu dans la péninsule arabique. Ses poèmes portent notamment sur l'amour et la sagesse ; elle évoque aussi les paysages du Golfe persique.
L'œuvre de Ousha bint Khalifa est influencée à la fois par des poètes classiques tels qu'Al-Mutanabbi, Abu Tammam et Al Ma'ari, ainsi que par des poètes Nabati locaux dont Al Majidi bin Thahir, Rashid Al Khalawi, Saleem bin Abdul Hai et Mohsin Hazzani.
Ousha bint Khalifa est reconnue comme une figure culturelle de premier plan, et considérée comme l'un des meilleurs poètes arabes Nabati avec un grand nombre de ses poèmes chantés par des artistes populaires émiratis et arabes. Son œuvre joue un rôle important dans le développement de la poésie nabatie aux Émirats arabes unis, en particulier chez les jeunes poétesses.
En 1989, le cheikh Mohammed Bin Rashid Al Maktoum, prince héritier de Dubaï à cette époque, lui consacre un poème de son premier recueil publié en lui donnant le surnom Fatat Al Arab (Fille des Arabes) au lieu de son nom d'origine Fatat Al Khaleej (Fille du Golfe).

## Reconnaissance
En 2010, elle est récompensée au 11e Sharjah Festival of Classic Poetry et remporte ensuite le prix Abu Dhabi, qui lui a été remis par le cheikh Mohammed Bin Zayed Al Nahyan
Un prix annuel portant son nom est créé en 2011  pour les poètes émiratis, et une section lui est consacrée au Musée des femmes de Dubaï.
Une biographie de Ousha bint Khalifa est écrite par le Dr Rafia Ghubash, présidente de l'Université du Golfe Arabique à Bahreïn. Elle reçoit des prix d'Abou Dhabi pour son œuvre en 2009.
Ousha bint Khalifa meurt le 27 juillet 2018. Le cheikh Mohammed ben Zayed Al Nahyane lui rend un hommage appuyé, parlant de « grand symbole de la littérature, de sagesse et de poésie ».
Un Google Doodle lui est dédié le 28 novembre 2022, pour l'audience des pays de langue arabe,.